# Ever Hugo Almeida
Ever Hugo Almeida Almada, mais conhecido como Ever Hugo Almeida (Salto, 1 de julho de 1948), é um treinador e ex-futebolista uruguaio, naturalizado paraguaio. que atuava como goleiro. Atualmente, dirige o Mushuc Runa.

## Carreira
Em sua carreira, defendeu apenas três clubes: Cerro (1967-1971), Guaraní (1972) e, principalmente, Olimpia (1973-1991).
Também jogou pela Seleção Paraguaia, jogando vinte partidas. Apesar de ter defendido por muito tempo a camisa guarani (entre 1973 e 1985), Almeida nunca conseguiu disputar uma Copa do Mundo - chegou perto de jogar o Mundial de 1986, mas uma lesão o impediu de atuar, sendo cortado em seguida. Ele se aposentou como jogador às vésperas de completar 43 anos, em 1991.
Como treinador, Almeida comandou primeiramente o Nacional de Assunção, em 1992. Comandou também a Seleção do Paraguai que disputou a Copa América de 1999. Outras equipes que ele comandou foram: Sportivo Luqueño, Sol de América, Municipal, El Nacional, Barcelona e Olimpia, seu clube do coração. Esteve comandando a modesta Seleção da Guatemala, no lugar de Benjamín Monterroso.
Fez história no modesto time equatoriano Mushuc Runa ao levar em sua terceira participação na Copa Sul-Americana, em 2025, a disputar pela primeira vez a fase de grupos, em que obteve grandes resultados, entre os quais uma vitória fora de casa sobre a equipe brasileira Cruzeiro e, em seguida, classificar-se para as oitavas-de-finais da competição em primeiro lugar em seu grupo de forma invicta e como melhor primeiro colocado de todos os grupos.

## Títulos

### Jogador
Olimpia
- Campeonato Paraguaio:1975, 1978, 1979, 1980, 1981, 1982, 1983, 1985, 1988 e 1989
- Copa Libertadores da América: 1979 e 1990
- Mundial de Clubes: 1979
- Copa Interamericana: 1979
- Supercopa Libertadores: 1990
- Recopa Sul-Americana: 1990

### Treinador
Olimpia
- Campeonato Paraguaio:1993, 2009 (Clausura)

Municipal
- Campeonato Guatemalteco:2001 (Apertura), 2002 (Clausura), 2003 (Apertura)
- Copa Interclubes da UNCAF: 2001
- Copa Centenario: 2003, 2004

El Nacional
- Campeonato Equatoriano: 2005, 2006

## Campanhas de destaque

### Treinador
Olimpia
- Copa Libertadores da América: 2013 (vice-campeão)

Mushuc Runa
- Copa Sul-Americana: oitavas-de-finais (2025)